# Dilochrosis atripennis
Dilochrosis atripennis är en skalbaggsart som beskrevs av Macleay 1863. Dilochrosis atripennis ingår i släktet Dilochrosis och familjen Cetoniidae. Inga underarter finns listade i Catalogue of Life.